# Polishelikopter

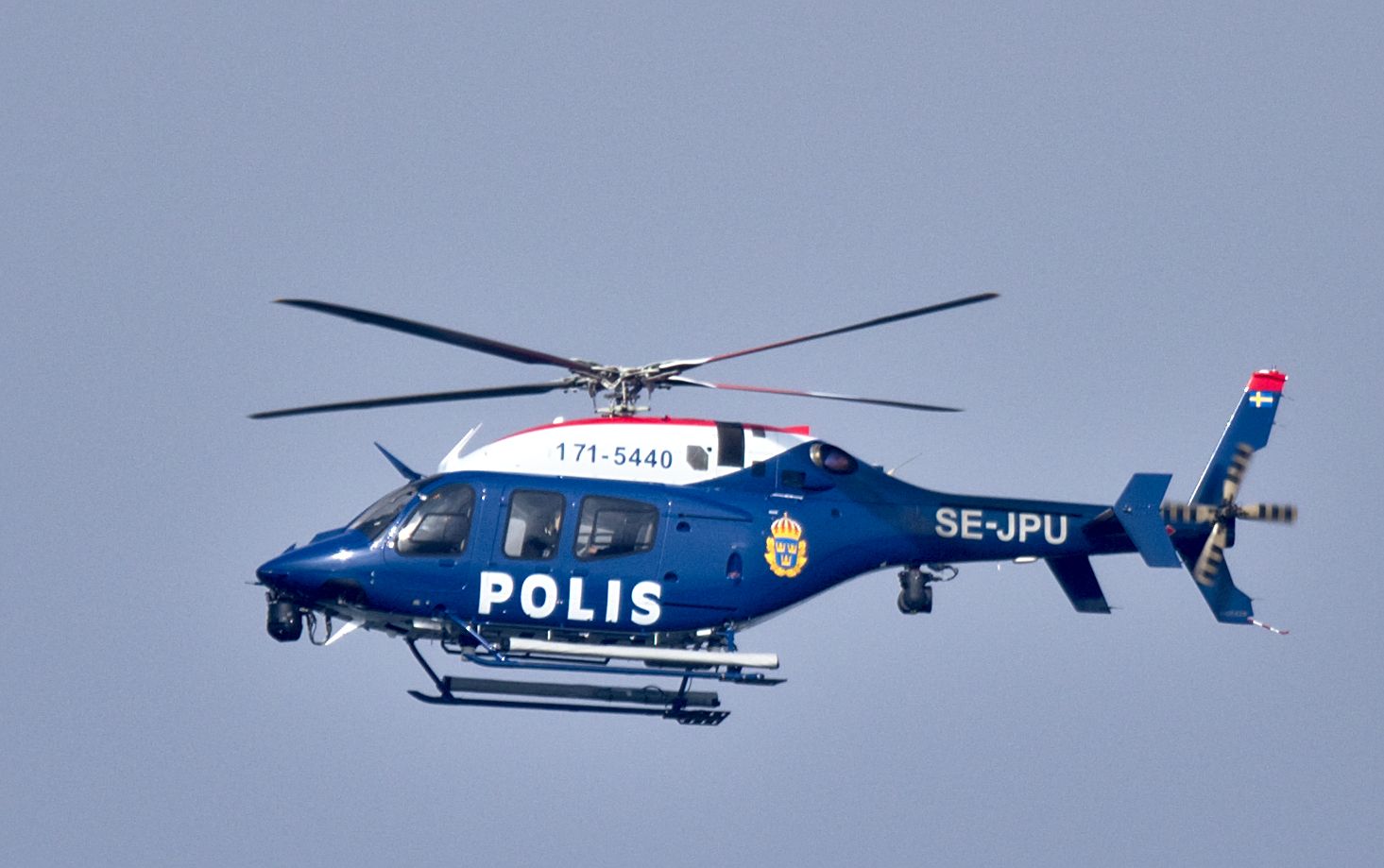
Svensk polishelikopter av typ Bell 429.

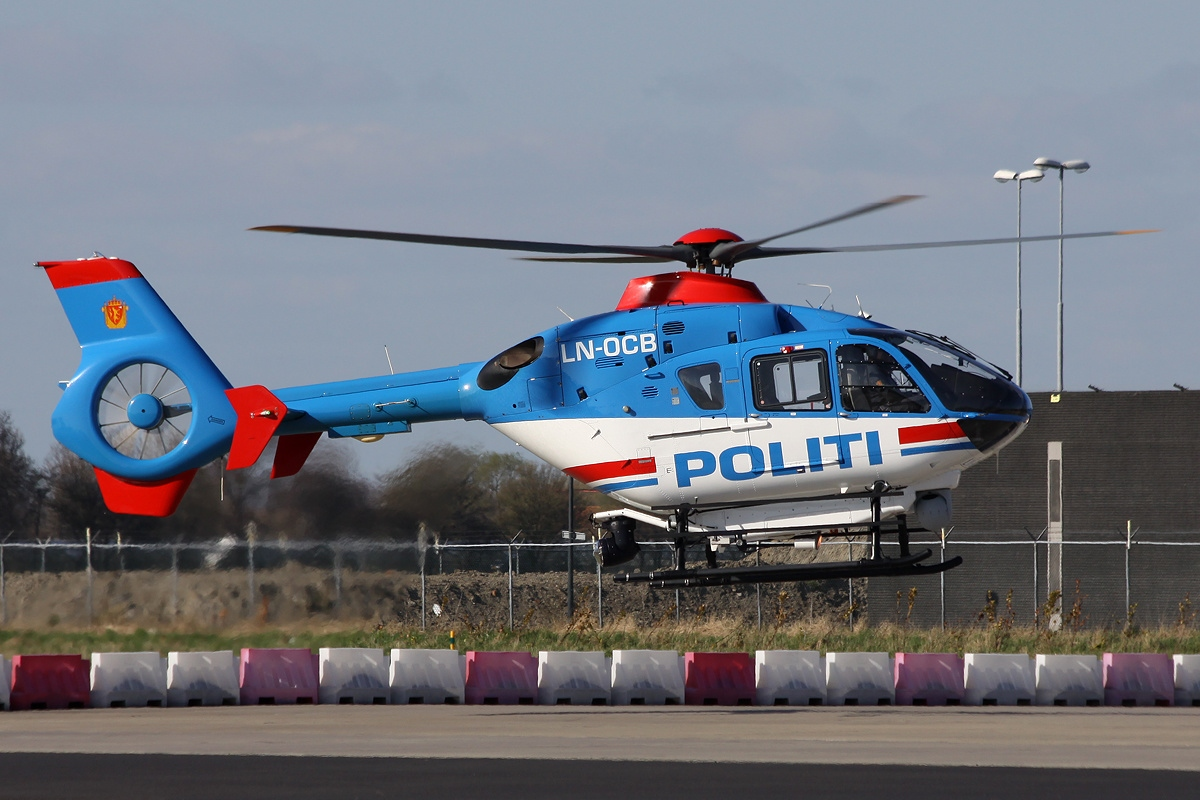
Norsk polishelikopter av modell Eurocopter EC 135.

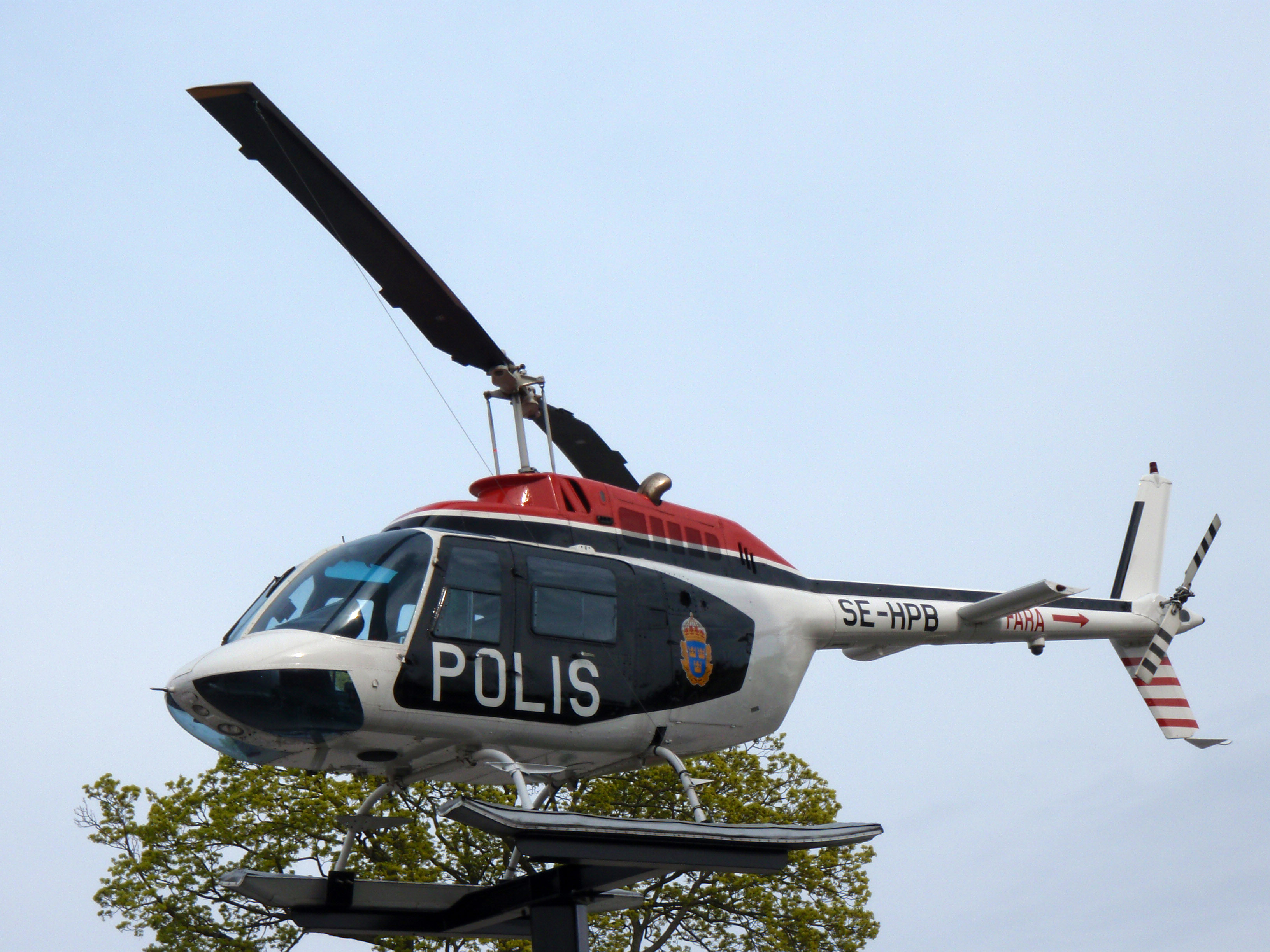
Äldre polishelikopter av modell Bell 206 utanför Polismuseet i Stockholm.

En polishelikopter är en helikopter som används av polisen. Vanliga användningsområden är trafikövervakning, eftersökning, biljakter, allmän övervakning, undsättning av nödställda eller kravallpolisverksamhet.

## Utrustning
Polishelikoptrar är försedda med utrustning för att underlätta uppdragen. Av de nio stycken polishelikoptrarna i Sverige (2022) kan utrustningen exempelvis bestå av:
- Film- eller fotoutrustning
- Glasögon för mörkerseende
- Högtalare
- Pejlutrustning
- Strålkastare
- Vinschar
- Värmekameror